# Nicocle di Salamina
Nicocle (in greco antico: Νικοκλῆς?, Nikoklēs; Salamina, ... – Salamina, circa 360 a.C.) fu un antico re greco cipriota di Salamina, nell'isola di Cipro.
Nel 374-373 a.C., successe al (presunto) padre Evagora I. Nicocle continuò la politica filellenica del padre. Morì probabilmente insieme a Stratone di Sidone durante la rivolta dei satrapi (dal 362 al 360 a.C.). Fu seguito come re cipriota di Salamina da suo figlio Evagora II.

## Biografia
Alcuni autori hanno proposto che Nicocle avesse partecipato alla cospirazione di cui cadde vittima suo padre Evagora, ma non c'è alcuna autorità per questa supposizione. Piuttosto questa idea sembra essere nata come un mezzo per spiegare lo strano errore commesso da Diodoro nel considerare Nicocle come l'eunuco che assassinò Evagora.
Si sa poco del regno di Nicocle, ma sembra che sia stato un regno di pace e prosperità. Sulla base delle dichiarazioni del suo panegirista Isocrate (che gli ha indirizzato due delle sue orazioni e lo ha reso oggetto di un'altra), sotto il suo governo il suo regno prosperò; riempì il tesoro, che era stato esaurito dalle guerre di suo padre, senza opprimere i suoi sudditi con tasse esorbitanti, e si comportò sotto tutti gli aspetti come il modello di un sovrano mite ed equo. Isocrate lo esalta anche per il suo interesse per la letteratura e la filosofia, e fornisce la prova di ciò notando che Nicocle ricompensa Isocrate per il suo panegirico con il magnifico regalo di venti talenti (Vit. X. Orat. p. 838, a.). Inoltre, l'oratore lo loda per la purezza delle sue relazioni domestiche; sebbene Teopompo e Anassimene di Lampsaco (ap. Athen. xii. p. 531) affermino che egli era una persona di abitudini lussuose che aveva gareggiato con Stratone, re di Sidone, nello splendore e nella raffinatezza delle sue feste e di altre indulgenze sensuali. Teopompo e Anassimene di Lampsaco affermano anche che Nicocle alla fine perì a causa di una morte violenta, ma né la data né le circostanze che circondarono questo evento sono registrate.